# Бельфорет-ан-Перш
Бельфорет-ан-Перш (фр. Belforêt-en-Perche) — муніципалітет у Франції, у регіоні Нижня Нормандія, департамент Орн. Бельфорет-ан-Перш утворено 1 січня 2017 року шляхом злиття муніципалітетів Еперре, Ле-Ге-де-ла-Шен, Ориньї-ле-Бютен, Ла-Перр'єр, Сент-Уан-де-ла-Кур i Сериньї. Адміністративним центром муніципалітету є Ле-Ге-де-ла-Шен. Населення — 1491 особа (01.01.2021).